# Cathays
Pour les articles homonymes, voir Cathays (homonymie).
Cathays (prononcé /kəˈteɪz/ en anglais) est une communauté de la cité et comté de Cardiff, au pays de Galles.
Agglomération de la première couronne incorporée à la ville de Cardiff en 1875, elle se situe dans l’immédiate proximité du centre-ville historique et se caractérise par ses maisons en rangée victoriennes. Selon le recensement de 2011, la communauté compte 18 002 habitants.

## Géographie
La section électorale dénommée « Cathays » couvre la communauté de Cathays et celle de Castle.

## Démographie
La communauté compte 18 002 habitants selon le recensement de 2011.

### Sources
- (en) Cet article est partiellement ou en totalité issu de l’article de Wikipédia en anglais intitulé « Cathays » (voir la liste des auteurs).

1. ↑  « Cathays Parish: Local Area Report », sur le site de Nominis (données du recensement de 2011) [lire en ligne].